# Orinomana mana
Orinomana mana är en spindelart som beskrevs av Brent D. Opell 1979. Orinomana mana ingår i släktet Orinomana och familjen krusnätsspindlar. Inga underarter finns listade i Catalogue of Life.